# Focus (uppslagsverk)
Focus är ett uppslagsverk som finns i många utgåvor och på många språk, men är ursprungligen en svensk produkt. Den första upplagan utgavs i fem band 1958–1960 av Almqvist & Wiksell. De bärande idéerna bakom verket var dels att göra en internationell bildplan som kunde exporteras, dels att göra ett litet uppslagsverk som kunde kompletteras med tilläggsband i olika ämnen (Tekniken i Focus, Människan i Focus, etc.). Denna modulära uppbyggnad och den moderna illustrationstekniken gjorde verket avgjort lättare att sälja än klassiska encyklopedier i tjugo band. Upphovsman till båda idéerna var Sven Lidman, som tidigare hade redigerat femte upplagan av Natur & Kulturs uppslagsverk Kunskapens bok. Lidmans kombination av ord, bild och grafer fulländades senare i andra uppslagsverk, där en sådan presentation kom att kallas lexivision.

## Varianter och historik
Flera utgåvor och varianter följde, däribland Lilla Focus i ett band med första utgivningen 1961 och den utökade Stora Focus. Från 1971 följde årsboken Året i Focus.
Under en senare förlagskris sålde A&W rättigheterna till Esselte, som fortsatte utgivningen.

### Stora Focus
Stora Focus är ett svenskt uppslagsverk utgivet av Esselte mellan 1987 och 1990. Uppslagsverket omfattar 15 band om ungefär 350 sidor vardera i ett format något mindre än A4, inklusive ett band med sökordsregister. Till uppslagsverket hör också kartbok, ett band med tabeller och en ask vars innehåll kallas "visiblier" - bilder i tunn genomskinlig plast i flera lager på varandra, föreställande exempelvis de inre organens läge i den mänskliga kroppen.
Focus finns också som digitalt uppslagsverk från Norstedts.